# Johann-Luger-Haus

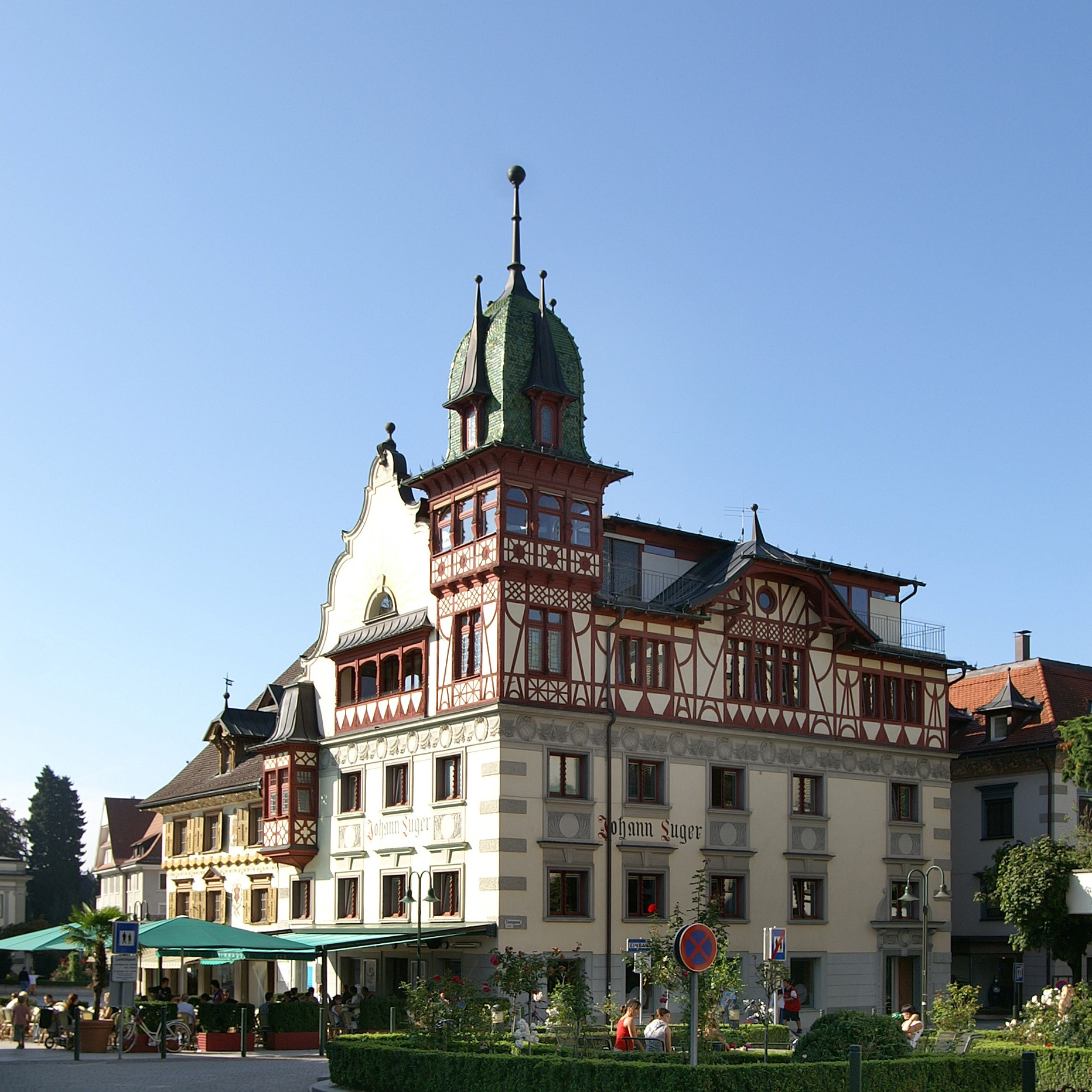
Das Johann-Luger-Haus mit angebautem Feurstein-Haus

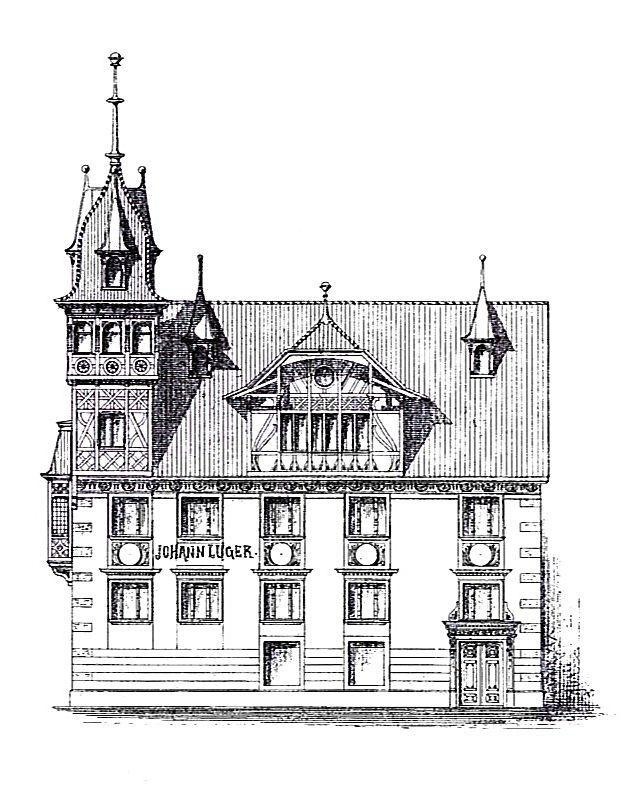
Planansicht des Johann-Luger-Hauses nach Hanns Kornberger

Das Johann-Luger-Haus (aufgrund der heutigen Nutzung oft auch als Steinhauser-Haus bezeichnet, Adresse Marktplatz 9) ist ein unter Denkmalschutz stehendes Gebäude im Ortszentrum der österreichischen Stadt Dornbirn. Das Haus ist mit seiner aus dem umliegenden Bauensemble herausstechenden Gestaltung, die einer Vermischung von Jugendstil und Nationalromantik entspricht, eines der meistfotografierten Gebäude am Marktplatz der Stadt. Wie zahlreiche andere Gebäude im Ortszentrum Dornbirns wurde das 1901–1902 umgebaute Gebäude vom Architekten Hanns Kornberger entworfen.

## Geschichte
Ursprünglich war das heute als Johann-Luger-Haus bezeichnete Gebäude am Dornbirner Marktplatz nur der Stadel des zuvor errichteten Feurstein-Hauses, das direkt zur Stadtpfarrkirche St. Martin hin ausgerichtet und heute noch mit dem Johann-Luger-Haus baulich verbunden ist. Später, etwa im 17. Jahrhundert, wurde dieser Stadel zum Gasthaus „Sonne“ im Stil eines klassischen Rheintalhauses umgebaut. An diesen Verwendungszweck erinnert die aufgemalte Sonne im Giebel über dem Balkon des heutigen Gebäudes.
Zu Beginn des 20. Jahrhunderts, in den Jahren 1901 bis 1902, ließ der Geschäftsmann Johann Luger, der im Gebäude des ehemaligen Gasthauses Sonne nunmehr unter dem Namen Confections- und Modewarenhaus Johann Luger ein Konfektionsgeschäft für Damen und einen Schuhhandel betrieb, dieses vom renommierten Architekten Hanns Kornberger zu einem repräsentativen bürgerlichen Geschäftshaus umbauen. Kornberger orientierte sich dabei an der deutschen bürgerlichen Baukunst, die vor dem Ersten Weltkrieg üblich war und kombinierte diese mit lokalen Elementen. Das so entstandene Gebäude hatte nichts mehr mit dem ursprünglichen Rheintalhaus gemein. Besonders auffällig sind der malerische Erker, ein geschwungener Knickgiebel mit darunterliegendem Balkon sowie der Eckturm mit dem geschwungenen schlanken Helmdach.
Am 22. Februar 1987 brannte das Johann-Luger-Haus innen total aus. Während die historisch wertvolle Fassade größtenteils gerettet werden konnte, wurde das Innenleben des Gebäudes ein Opfer der Flammen. Beim ein Jahr später erfolgten Umbau durch den Architekten Robert Felber im Stil der Postmoderne schuf dieser moderne Büroräumlichkeiten im Inneren des historischen Gebäudes, sodass heute nurmehr die Fassade des Johann-Luger-Hauses dem ursprünglichen historischen Aussehen entspricht. Aktuell wird das Gebäude im Erdgeschoß als Café genutzt (Café Steinhauser, weshalb das Gebäude heute teilweise auch als Steinhauser-Haus bezeichnet wird), in den oberen Stockwerken befinden sich Büroräumlichkeiten unter anderem für eine Anwaltskanzlei.